# Chi Zijian
Chi Zijian (xinès tradicional: 遲子建, xinès simplificat: 迟子建, pinyin: Chí Zijiàn; Beiji, 1964) és una escriptora xinesa, guardonada amb el Premi Mao Dun de Literatura de l'any 2008, i tres cops amb el Premi Lu Xun de Literatura (1996, 2000 i 2007).

## Biografia
Chi Zijian va néixer el 27 de febrer de 1964 a Beiji-Mohe, província de Heilongjiang, al nord-est de la Xina. La seva mare era empleada de l'oficina de correus i el seu pare director d'una escola. El 1981 va entrar a l'escola Normal de Daxing'anling. El 1988 va entrar a la Universitat de Xia'n a la província de Shaanxi, on va estudiar literatura xinesa. Posteriorment va estudiar a la Universitat de Pequín i a l'Institut Lu Xun.
El seu pare Chi Zefeng era un gran admirador del poeta Cao Zhi (192-232) que tenia com a cognom social Zijian i per aquest motiu li va posar aquest nom a la seva filla.
Va començar a escriure el 1983 hi ha publicat més de 60 llibres (2023). Les seves obres s'han traduït a l'anglès, francès, alemany i espanyol entre altres llengües.

## Obres més destacades
- 1991: 树下 (shù xià) (Lit.:Sota l'arbre)
- 1994: 晨钟响彻黄昏 (Lit.: campanes del crepuscle del matí).
- 1996: 雾月牛栏 (Wùyuè niúlán Lit. El mes de la boira i el tancat del bestiar) Premi Lu Xun.
- 2000: 洗淡水 尘 (xi dan shui chen) traduït a l'anglès com " Washing off Dust in fresh Water", Premi Lu Xun
- 2003: 越过云层的晴朗 (Lit.: bon temps amb moments nuvolats).
- 2006: 额尔古纳河右岸 (é ěr gǔ nà hé yòu'àn), traduïda al francès com "La Rive droite de l'Argun" i l'anglès com "The Last Quarter of the Moon".[2]
- 2006: All the nights in the world, Premi Lu Xun
- 2010:白雪乌鸦 (Báixuě wūyā- Lit.: La neu i els corbs).
- 2015: 群山之巅 (Lit.: Els cims de les muntanyes).
- 2019: 炖马靴 (Stewed Horse Boots)
- 2020: 烟火漫卷 (Lit. Focs artificials)[4]
- 2022: 喝汤的声音 (The Sound of Drinking Soup) Premi Gao Xiaosheng.[5]